# Макаренко, Алина Андреевна
Алина Андреевна Макаренко (род. 14 января 1995, Элиста) — российская гимнастка. Член сборной команды России по художественной гимнастике в групповом многоборье. Чемпионка летних Олимпийских игр 2012 в Лондоне, юношеских Олимпийских игр 2010 в Сингапуре. Чемпионка мира и Европы. Заслуженный мастер спорта России (2011). Президент Федерации художественной гимнастики Республики Калмыкия, тренер сборной республики.

## Биография
Родилась 14 января 1995 года в городе Элиста, Республика Калмыкия. В детстве была слабая, часто болела. В возрасте 4 лет была отдана в художественную гимнастику. Первый тренер — Людмила Гальченко. Ребёнок был очень активным, параллельно занималась в музыкальной школе по классу фортепиано, в классе хореографии и увлекалась шахматами.
В декабре 2006 года на турнире Амины Зариповой её заметила главный тренер сборной России Ирина Винер. Гальченко и мать Макаренко привезли её на просмотр в подмосковный спортивный интернат «Динамо-Дмитров» к Анне Шумиловой. По словам Макаренко, именно этот тренер сделал из неё гимнастку. Шумилова привела Макаренко на просмотр к Винер-Усмановой. Под её руководством она стала занимать первые места на соревнованиях и стала одним из лидеров юношеской сборной спустя два года занятий. В возрасте 13 лет была включена в юношескую сборную России по групповым упражнениям.
Стала чемпионкой Московской области, общества «Юность России», Южного федерального округа, серебряным призёром всероссийских соревнований «Надежды России», бронзовым призёром «Юный гимнаст». победительницей первенства России и международных турниров FIG во Франции, Италии и в Москве на призы Алины Кабаевой. В возрасте 14 лет получила звание мастера спорта международного класса. Чемпионка летних юношеских Олимпийских игр в Сингапуре 2010, чемпионка мира в Монпелье 2011, чемпионка Европы 2012 в Нижнем Новгороде, победительница серии Гран-при и кубков Мира, олимпийская чемпионка в Лондоне 2012 в групповых упражнениях.

## Награды
- Орден Дружбы (13 августа 2012) — за большой вклад в развитие физической культуры и спорта, высокие спортивные достижения на Играх XXX Олимпиады 2012 года в городе Лондоне (Великобритания)[4].
- Герой Калмыкии (12 августа 2012) — за выдающиеся спортивные достижения, прославившие Республику Калмыкия[5].

## Память
Сразу после Олимпиады в Дмитрове открыли сквер имени Алины Макаренко (установлен обелиск, на котором указано, что сквер носит её имя).